# Akvilė Stapušaitytė
Akvilė Stapušaitytė (Tauragė, 25 maart 1986) is een Litouws badmintonspeelster.
Haar hoogste positie op de badmintonwereldranglijst is 85e. Akvilé speelde op de Olympische Zomerspelen van 2008, maar verloor in de 2e ronde van Tine Rasmussen. In 2012 kwam ze niet verder dan de groepsfase van het toernooi.